# 1640 en santé et médecine
| Années de la santé et de la médecine : 1637 - 1638 - 1639 - 1640 - 1641 - 1642 - 1643    |
| Décennies de la santé et de la médecine : 1610 - 1620 - 1630 - 1640 - 1650 - 1660 - 1670 |

Cet article présente les faits marquants de l'année 1640 en santé et médecine.

## Événements
- Estimés à 30 000 en 1600, les Hurons (alliés des Français) ont vu leur population fondre à 9 000 au début des années 1640, essentiellement à cause de la variole[1].

## Publications

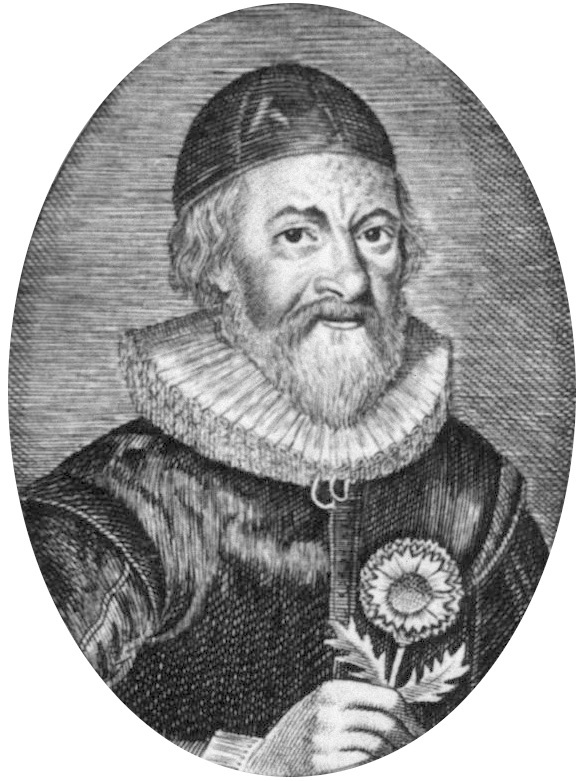
John Parkinson

- L'apothicaire et botaniste anglais John Parkinson (1567-1650) publie Theatrum Botanicum: The Theater of Plants : Or, An Herball of Large Extent: Containing Therein a More Ample and Exact History and Declaration of the Physicall Herbs and Plants ... Distributed Into Sundry Classes Or Tribes, for the More Easie Knowledge of the Many Herbes of One Nature and Property …[2]

## Naissances
- 19 janvier : Christian Friedrich Garmann, médecin allemand, mort le 18 juillet 1708.